# .33 Winchester
.33 Winchester (разг. .33 WCF или .33 Win) — патрон центрального воспламенения, представленный компанией Winchester в 1903 году на гражданском рынке США для винтовки рычажного действия Winchester Model 1886. Был первым патроном с бездымным порохом фирмы Winchester; производился до 1936 года. Предназначен для охоты на среднего зверя (олень, американский черный медведь) на средних дистанциях; как правило демонстрирует лучшие баллистические характеристики, чем аналогичный боеприпас .35 Remington. 
Был вытеснен более мощным боеприпасом .348 Winchester и исчез с рынка в 1940 году. В настоящее время доступен только под заказ.